# Sinfonia Concertante hegedűre, brácsára, csellóra és zenekarra
W. A. Mozart Sinfonia Concertante hegedűre, brácsára, csellóra és zenekarra, (K. 320e) c. műve egyike befejezetlen kompozícióinak.

## A töredék
A három vonóshangszerre (hegedű, brácsa, cselló) és zenekarra készült sinfonia concertante  autográf partitúrája 8 oldalból áll, amelyeknek mindegyik oldalára írtak, az autográf anyag jelenleg a salzburgi Mozarteumban van kiállítva.
A töredék 134 ütemből áll: az 51 ütemes ritornell teljesen kész van, a szólórészek kísérete (következő 83 ütem) csak vázlataiban van meg, valójában nem ismert, hogy Mozartmiért hagyta félbe a mű komponálását.
A legtöbb kutató egyetért azzal az állítással (lásd lejjebb), hogy a Sinfonia Concertante hegedűre, brácsára és zenekarra c. darabbal egyidőben keletkezett (K364/320d), tehát 1779 nyarán Salzburgban.

## Elméletek

### Alfred Einstein és a Köchel-jegyzék harmadik revíziója
Alfred Einstein szerint a mű a mannheimi-müncheni zenekar három játékosa számára készült, amelyik 1779-ben felbomlott, ezért Mozart befejezte a mű komponálását. Einstein még arra is gondolt, hogy a „La Chasse” címmel ellátott skicc is ehhez a töredékhez tartozik. Ezzel az állításával viszont egyedül van, mivel a La Chassét Mozart 1778-as párizsi tartózkodására datálják.

### Robert Levin
Robert Levin felveti, hogy a K320e a salzburgi zenekar szólamvezetőinek íródott, de az Idomeno opera miatt Mozartnak nem volt rá kapacitása, később meg Bécsbe költözött. Emellett Alan Tyson a papír- és Wolfgang Plath kézirattanulmányozása kimutatta, hogy a mű valószínűleg 1779 nyarán vagy őszén keletkezett, emellett a mélyhegedű szólam itt is scordaturában íródott (a hangszer húrjait ugyanúgy egy fél hanggal feljebb kell hangolni), mint a másik sinfonia concertantéban. Ennek ellenére, hogy melyik mű keletkezett előbb, nem lehet megállapítani.

### Ulrich Konrad
Ulrich Konrad egy 1990-es cikkében azt állítja, hogy a salzburgi sinfonia concertanték sorrendjének megállapítása nem igazán lehetséges. A K. 320e-t a másik koncertáló szimfónia (K. 364) elé helyezi, 1779 közepét és 1780 ősze közé eső időt nevezi meg lehetséges keletkezési időnek, de lehetségesnek tartja a darab 1779 nyara körüli keletkezését is. Összehasonlította a két mű expozícióját, és a hegedűs-brácsásét találta jelentősebbnek, amiből azt vonta le, hogy az a mű keletkezett később.

### Christoph-Hellmut Mahling és a Neue Mozart-Ausgabe
Christoph-Hellmut Mahling véleménye szerint Antonio Brunetti vagy Joseph Hafeneder volt a hegedűs, kettejük közül talán Hafeneder játszotta a brácsaszólamot. Konrad ugyanezen az állásponton van. Ő még a csellista Antonio Ferrarit emlegeti, de Joseph Zugeisen csellistaként való részvételét se tartja kizártnak, annak ellenére, hogy képességeikről nem tudunk semmit. Konrad felteszi a kérdést, miszerint „nem volt az szokás arrafelé, hogy Mozart törődött a hangszereseivel, akiket Münchenből és Mannheimből ismert és nekik írt „Leibstücké”-ket – amelyeket Salzburgban vagy máshol alkalmi koncerteken adhattak elő?”

## Rekonstrukció
Otto Bach rekonstrukciója 1969-1970-ben készült Bécsben. Nem lett valami tökéletes; a kotta ismerete nélkül meg lehet állapítani, hol fejeződik be Mozart alkotása, és honnan kezdődik a rekonstrukció, ugyanis nagy a kontraszt, mivel a kiegészítés egy Schumann- vagy egy Brahms-versenyműnek inkább beillene.
Robert Levin is készített rekonstrukciót, ez 1969-ben LP-n meg is jelent Joseph Silverstein, Burton Fine és Jules Eskin közreműködésével. Levin kompozíciója már eléggé mozarti.
Egy Denon CD-n, Jean-Jacques Katorow, Vladimar Mendelssohn és Mair Fujiwara csak annyit játszik el, amennyit Mozart írt.
Ismert még Philipp Wilby rekonstrukciója (Iona Brown, Imai Nobuko, illetve Stephen Orton a St. Martin in the Fields kamarazenekarral készített belőle felvételt).

## Külső hivatkozások
- K320e The Sinfonia Concertante for Violin, Viola, Cello – Dennis Pajot írása a Mozart Forumon